# Iglesia de Santa Sofía (Ohrid)
La Iglesia de Santa Sofía (en macedonio: Црква Света Софија, romanizado: Crkva Sveta Sofija) es una iglesia en Ohrid, Macedonia del Norte. La iglesia es uno de los monumentos más importantes de Macedonia del Norte y alberga arquitectura y arte de la Edad Media.

## Historia

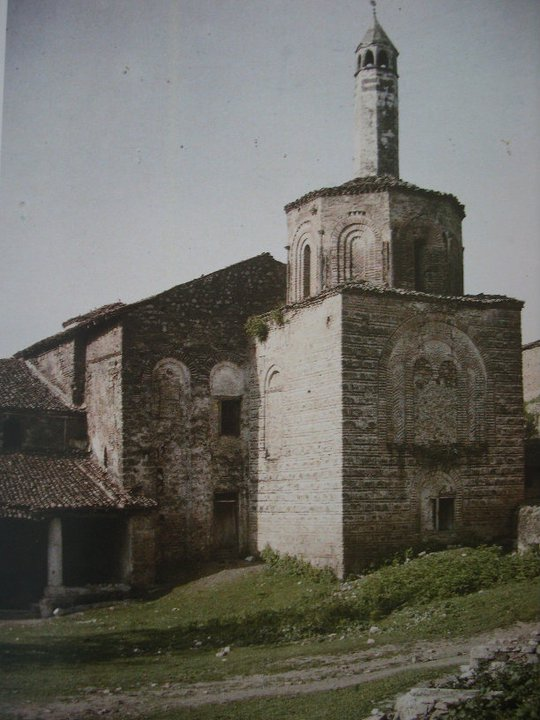
"Santa Sofía como mezquita", Ohrid, "Autocromo", Auguste Léon, 1913.

La iglesia actual fue construida sobre los cimientos de una catedral metropolitana demolida en la primera década del siglo VI por las invasiones bárbaras que trajeron a los primeros eslavos a la región. La siguiente iglesia fue construida durante el Primer Imperio Búlgaro, después de la conversión oficial al cristianismo. Algunas fuentes fechan la construcción de la iglesia durante el gobierno del Kniaz Boris I (852 – 889). Básicamente fue reconstruida en la última década del siglo X como catedral patriarcal en forma de basílica con cúpula, tras la sustitución de la capital de Bulgaria en Ohrid, durante el reinado del Zar Samuil, cuando la iglesia era la sede de la Patriarcado búlgaro, un patriarcado independiente. Más tarde se convirtió en sede del Arzobispado de Ohrid, bajo el Patriarcado de Constantinopla hasta el siglo XVIII.
Fue convertida en mezquita durante el dominio del Imperio Otomano. El interior de la iglesia conserva frescos de los siglos XI, XII y XIII, que representan algunos de los logros más significativos de la pintura bizantina de la época. La parte principal de la iglesia fue construida en el siglo XI, mientras que las adiciones externas fueron construidas por el arzobispo Gregorio II en el siglo XIV.
En noviembre de 2009, la Iglesia Ortodoxa de Macedonia adoptó un nuevo escudo de armas con la iglesia de Santa Sofía como heráldica en el escudo.
Un detalle de la iglesia se representa en el reverso del billete de 1000 denarios de Macedonia del Norte, emitido en 1996 y 2003. 

## Galería

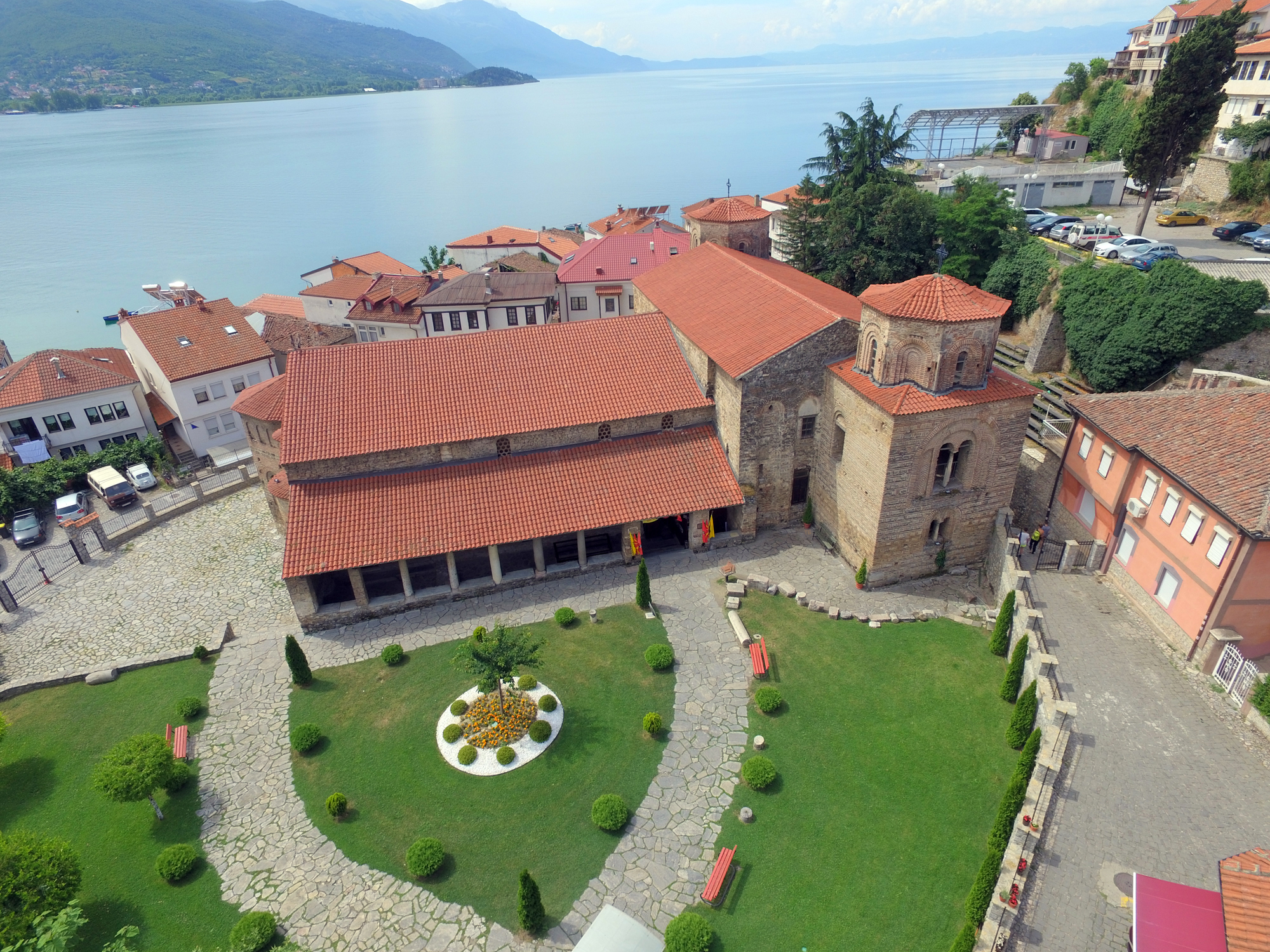
Vista aérea de la iglesia
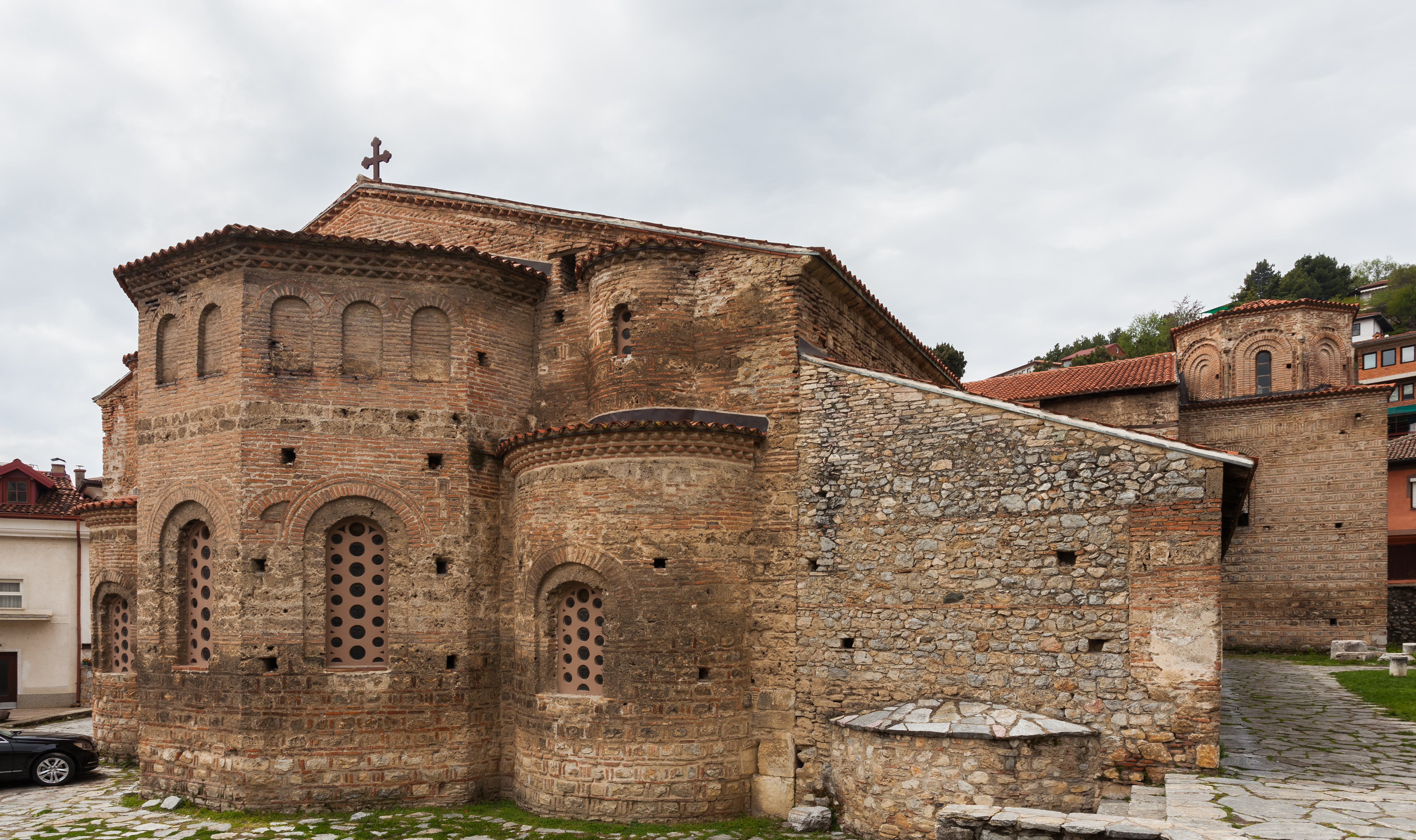
Lado oeste de la iglesia
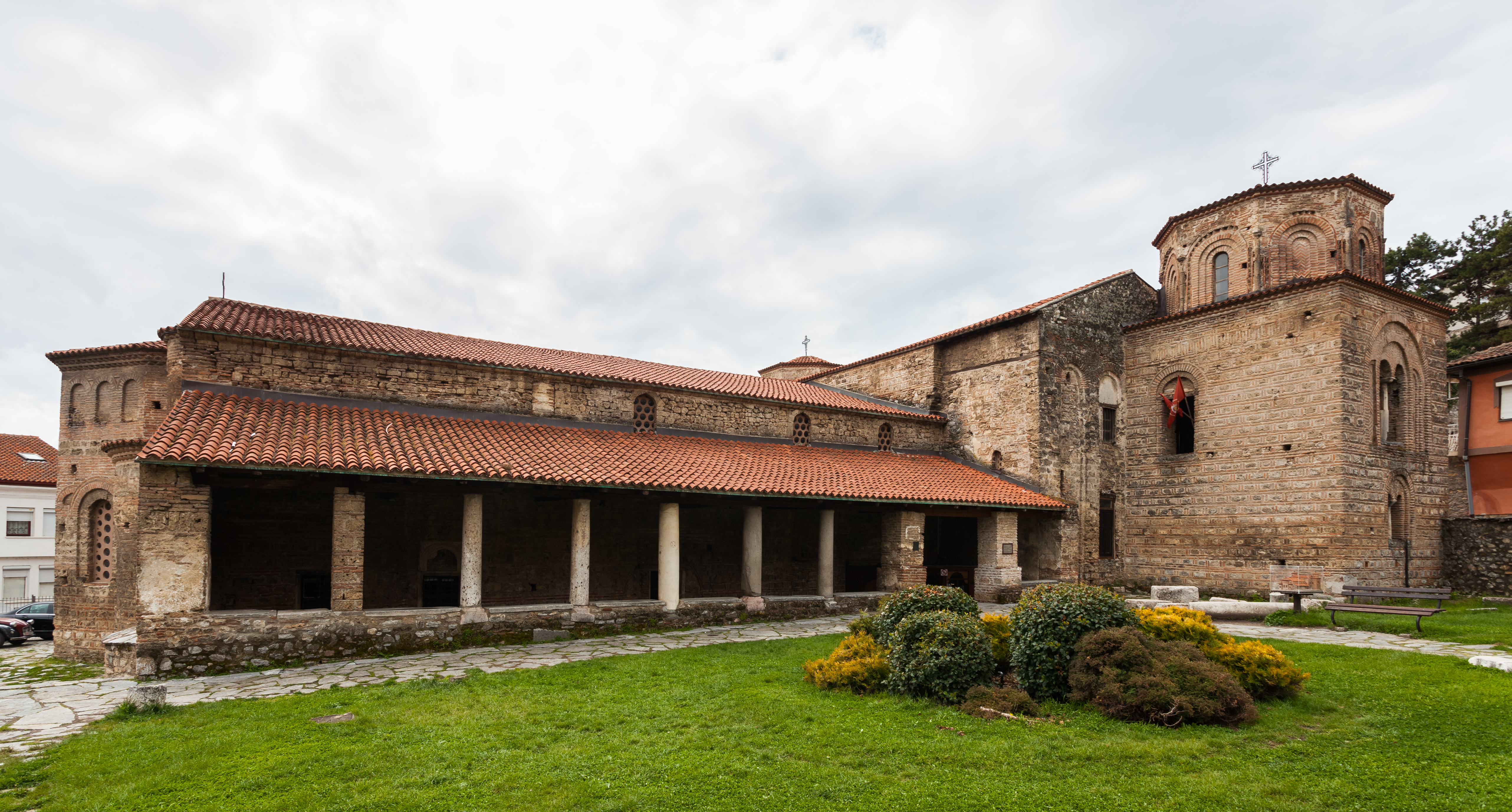
Nártex de Santa Sofía
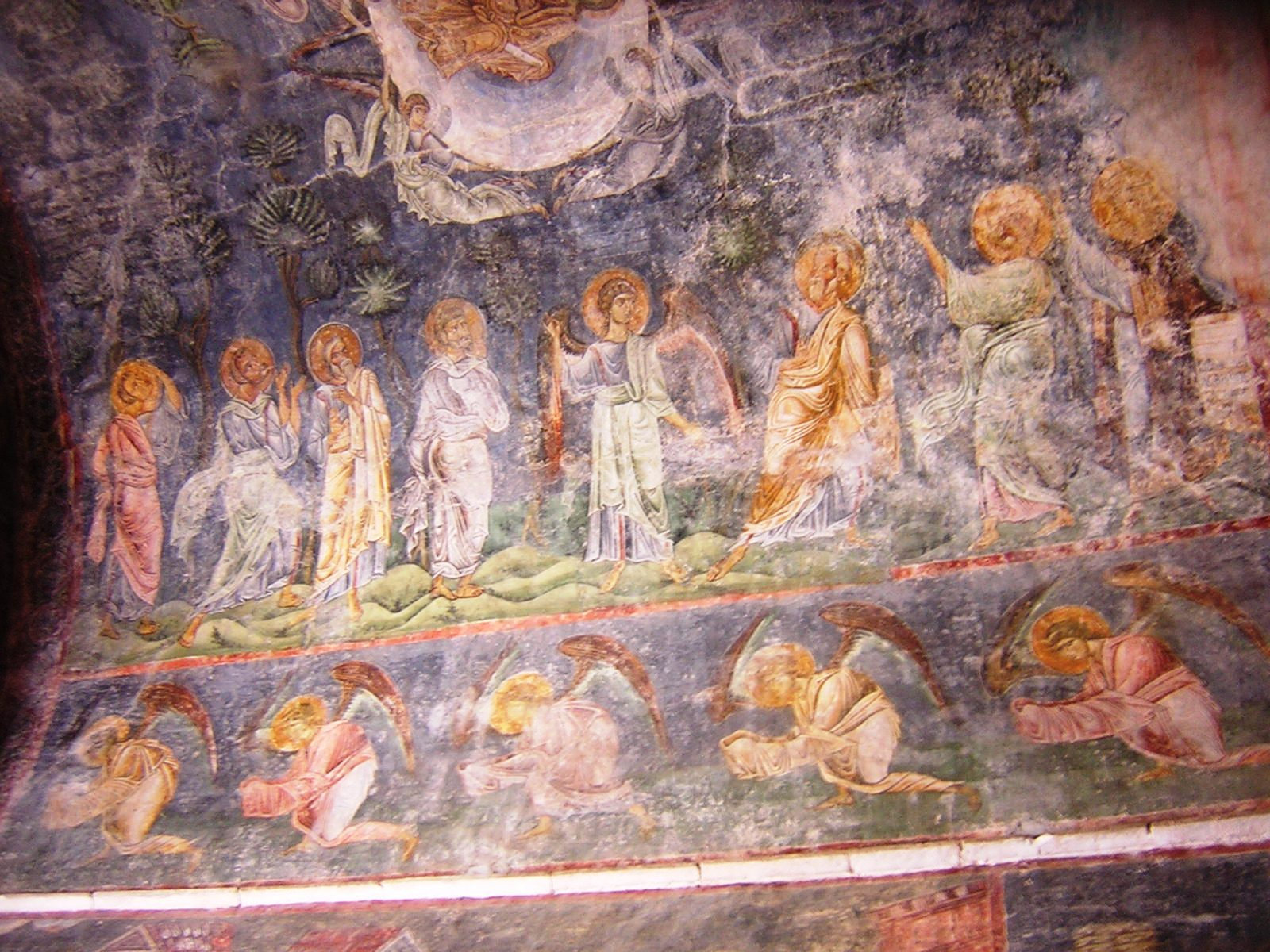
Frescos en el techo de la Iglesia de Santa Sofía
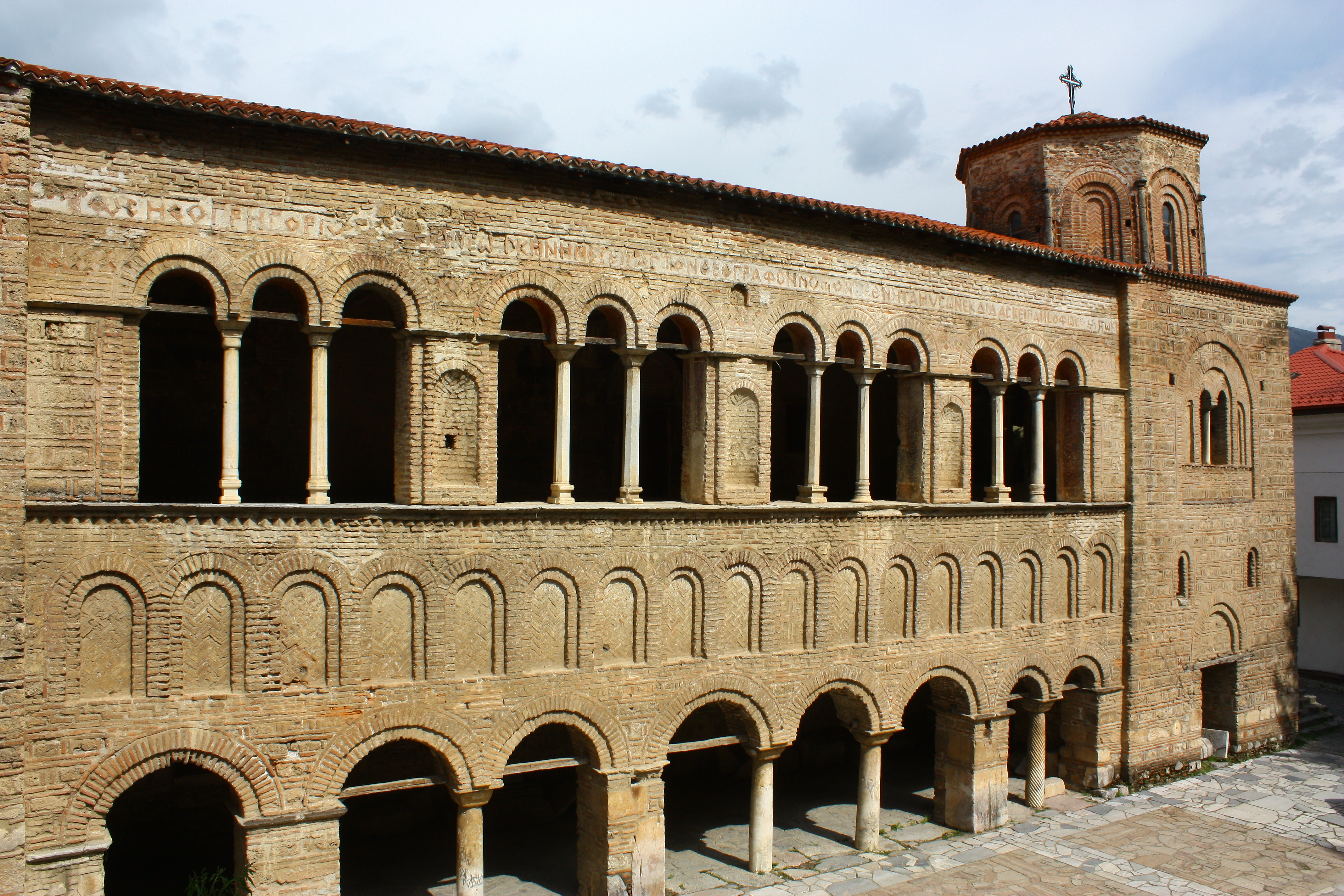
Inscripción griega bizantina en el exterior, vista desde el patio trasero
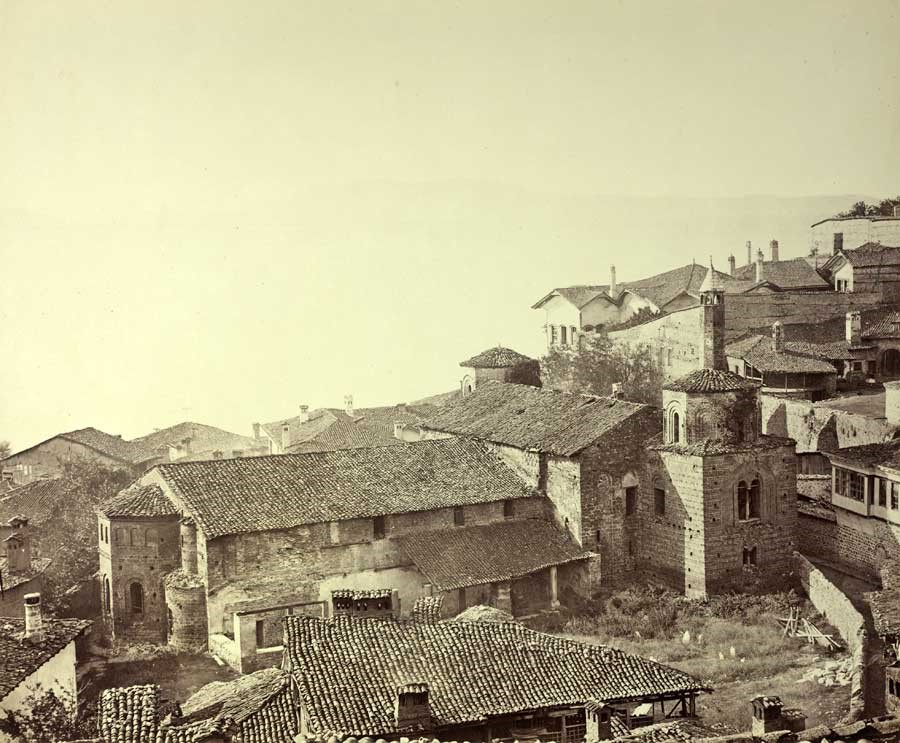
Santa Sofía y sus alrededores en 1863
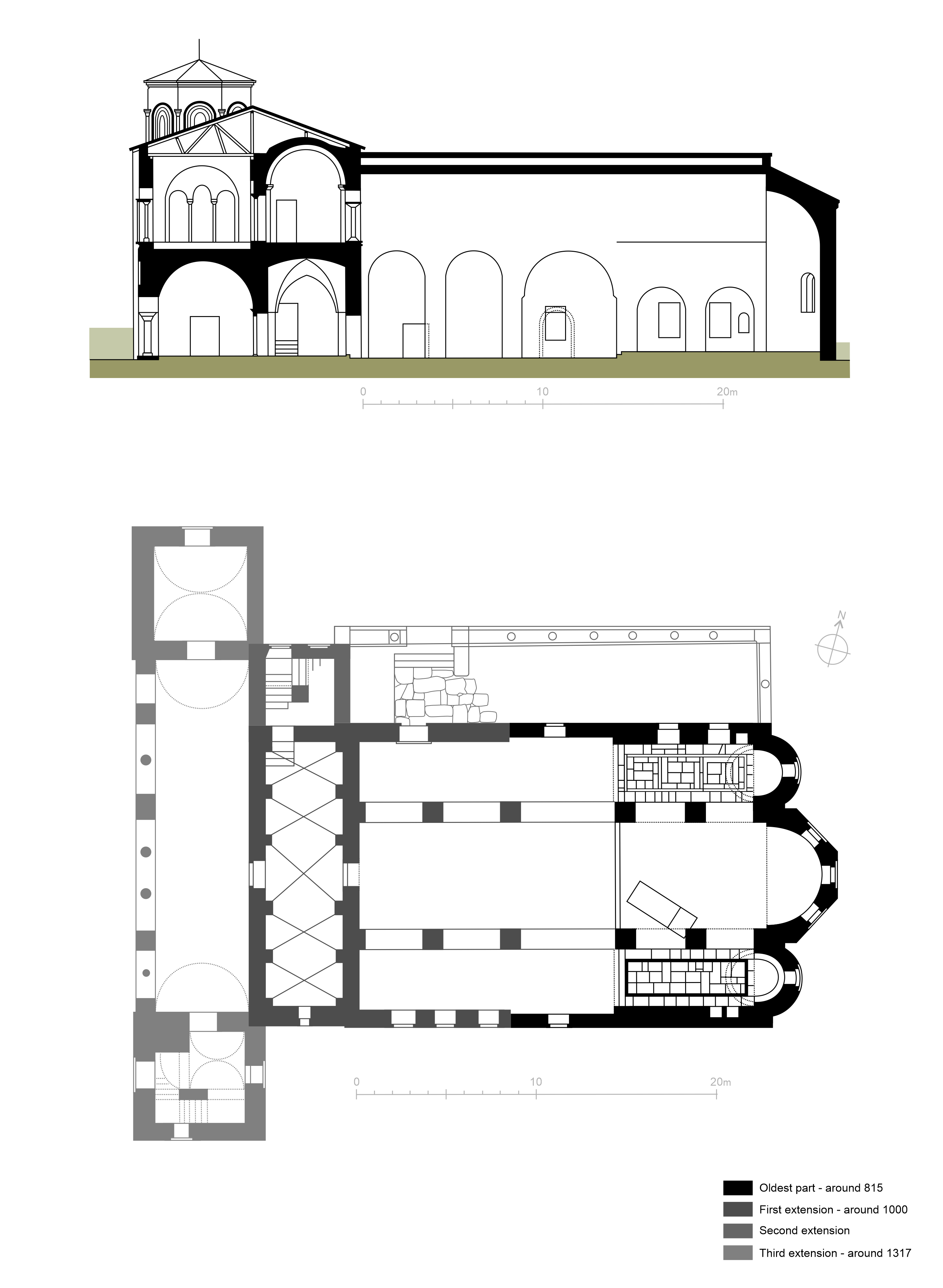
Plano de la iglesia

### Iglesias en Ohrid
- Iglesia de San Juan Kaneo
- Monasterio de San Pantaleón de Ocrida